# Îles de la Baie
Les Îles de la Baie (en espagnol : Islas de la Bahía) est un archipel hondurien faisant partie du département des Islas de la Bahía, situé dans la mer des Caraïbes. Les trois îles principales sont Roatán, Guanaja et  Útila. Elles sont distantes de 50 kilomètres de la côte Atlantique au regard de La Ceiba et de Trujillo.
L'archipel est un haut-lieu touristique du Honduras. Les habitants parlent un anglais créole.
Les îles sont découvertes par Christophe Colomb mais subissent les siècles suivants l'influence britannique. Ce n'est qu'en 1859 que ces derniers reconnaissent officiellement la souveraineté du Honduras. En 1797, les Garifunas s'installèrent sur l'île de Roatán.

### Webographie
- Notice dans un dictionnaire ou une encyclopédie généraliste :   - Gran Enciclopèdia Catalana
- Notices d'autorité :   - VIAF
  - LCCN
  - Israël
  - WorldCat